# Фэн Кунь
Фэн Кунь (кит. 冯坤, англ. Feng Kun; р. 28 декабря 1978, Пекин, Китай) — китайская волейболистка. Связующая. Чемпионка летних Олимпийских игр 2004 года.

## Биография
Волейболом Фэн Кунь начала в 12-летнем возрасте в молодёжной команде столичного клуба «Бэйцзин», а спустя 4 года была принята в основную клубную команду. В 1995 Фэн Кунь выиграла свою первую медаль (золотую) на международном турнире, став со своей сборной победителем молодёжного чемпионата мира. В 1998 20-летняя связующая дебютировала уже в национальной команде Китая, выиграв с ней серебряные награды престижного турнира «Монтрё Воллей Мастерс».
В начале XXI века женская сборная Китая потеряла позиции на мировой арене и после доминирования конца 1980-х осталась без медалей на Олимпиаде в Сиднее. В 2001 году главным тренером сборной был назначен Чэнь Чжунхэ, который начал строить новую команду с прицелом на Олимпиады в Афинах и Пекине. Несмотря на то, что в распоряжении тренера было две связующие он принял решение в качестве основного игрока сборной использовать Фэн Кунь. Главным аргументом в её пользу оказался высокий рост и хорошие физические данные.
Появившись в составе национальной сборной Фэн Кунь сразу же помогла команде выиграть Всемирный кубок чемпионов, а также стала чемпионкой Азии и серебряным призёром Гран-при. Тогда же спортсменка была признана самым ценным игроком и лучшей связующей континентального первенства, а также лучшей связующей Гран-при. В 2002 году китаянки остались без медалей чемпионата мира, проиграв матч за бронзу россиянкам, но уже в следующем году сборная Китая первенствовала на Кубке мира, одержав победы во всех 11 играх и отдав соперницам всего 4 сета. На этом турнире Фэн Кунь была признана лучшей связующей турнира.
На Олимпиаде в Афинах Фэн Кунь уже выступала в качестве капитана сборной. Китаянки первенствовали в своей группе предварительного этапа, в четвертьфинале легко выиграли у японок, а в полуфинале в пяти сетах одолели действующих олимпийских чемпионок — сборную Кубы и вышли в финал, где их соперником стала сборная России. В решающем матче российские волейболистки выиграли два первых сета, но сборная Китая смогла переломить ход матча и взять ри последующих партии, одержав тем самым победу 3:2. Фэн Кунь набрала в финале 11 очков, что является высоким результатом для связующей. По итогам турнира она получила титулы лучшего связующего Олимпиады и самого ценного игрока. Фэн Кунь стала второй китаянкой, выигравшей титул самого ценного игрока Олимпиады после диагональной Лан Пин, олимпийской чемпионки 1984 года.
Через четыре года на домашней Олимпиаде Фэн Кунь вновь была капитаном и первой связующей сборной. Уже в четвертьфинале повторился финал афинской Олимпиады и вновь китаянки победили сборную России, но на этот раз в трёх сетах. В полуфинале сборная Китая в трёх партиях была разгромлена сборной Бразилии и в итоге вынуждена была довольствоваться бронзовыми медалями.
После Олимпиады Фэн Кунь, игравшая до этого лишь во внутреннем китайском первенстве, переехала в Италию, где защищала цвета клуба «Асистел Воллей». В его составе она выиграла Кубок ЕКВ сезона 2008/09 и была признана лучшей связующей турнира.
Завершила спортивную карьеру в 2011 году в китайском клубе «Гуандун Эвергрэнд».
В 2014 году Фэн Кунь вышла замуж за главного тренера женской сборной Таиланда Киаттипонга Ратчатакрианскрая.

### Клубная карьера
- 1995—1998 —  «Бэйцзин» (Пекин);
- 1998—1999 —  «Нанцзин» (Нанкин);
- 1999—2008 —  «Бэйцзин» (Пекин);
- 2008—2009 —  «Асистел Воллей» (Новара);
- 2009—2011 —  «Гуандун Эвергрэнд» (Гуанчжоу).

## Достижения

### С клубами
- серебряный призёр чемпионата Италии 2009;
- серебряный призёр розыгрыша Кубка Италии 2009.
- победитель розыгрыша Кубка Европейской конфедерации волейбола 2009.
- серебряный призёр чемпионата Китая 2011.

### Со сборными Китая
- Олимпийская чемпионка 2004;
  - бронзовый призёр Олимпийских игр 2008.
- победитель розыгрыша Кубка мира 2003.
- победитель розыгрыша Всемирного Кубка чемпионов 2001;
  - бронзовый призёр Всемирного Кубка чемпионов 2005.
- победитель Гран-при 2003;
  - двукратный серебряный (2001, 2002) и бронзовый (2005) призёр Гран-при.
- двукратная чемпионка Азиатских игр — 2002, 2006.
- 3-кратная чемпионка Азии — 2001, 2003, 2005.
- победитель розыгрыша Кубка Азии 2008.
- чемпионка мира среди молодёжных команд 1995.
- чемпионка Азии среди молодёжных команд 1996.

### Индивидуальные
- 2001: лучшая связующая Гран-при.
- 2001: MVP и лучшая связующая чемпионата Азии.
- 2002: лучшая связующая Гран-при.
- 2003: лучшая связующая Гран-при.
- 2003: лучшая связующая Кубка мира.
- 2004: MVP и лучшая связующая олимпийского волейбольного турнира.
- 2005: лучшая связующая чемпионата Азии.
- 2005: лучшая связующая Гран-при.
- 2005: лучшая связующая Всемирного Кубка чемпионов.
- 2009: лучшая связующая и лучшая блокирующая Кубка Европейской конфедерации волейбола.